# Brogue

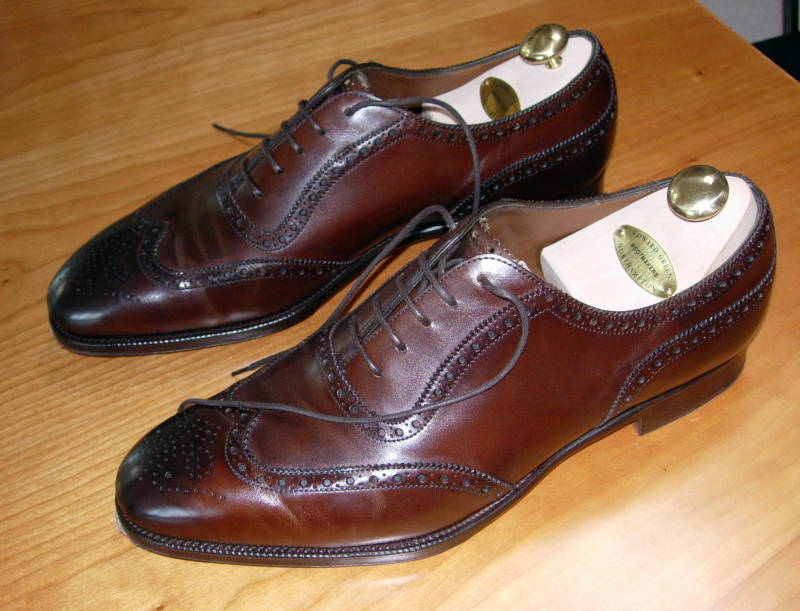
Brogsy

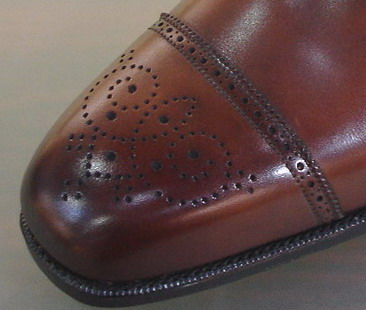
Charakterystyczne perforacje na przykładzie halfbrogues

Brogue, brogsy, golfy, szkoty – stylowe obuwie męskie z perforacjami (wzorami ułożonymi z dziurek w skórze).
Na czubku buty posiadają delikatne zdobienia w kształcie rozety.
Dostępne w trzech wariantach:
- fullbrogues (na czubku buty posiadają delikatne zdobienia w kształcie rozety, a wzdłuż cholewki perforacje i przeszycia układają się w skrzydełka; mylone z obuwiem typu budapester, które wygląda podobnie, z tym, że jest nieco szersze i ma inny (wyższy) kształt przedniej części buta, z większą ilością miejsca na palce). Buty z tego typu ażurowym zdobieniem szewcy polscy nazywają golfami.
- semibrogues lub halfbrogues mają nakładany nosek z ażurowanym zdobieniem
- longwing lub golfy z okładami[2].

Mogą występować zarówno jako derby, jak i oxford, z wyjątkiem longwing – tylko jako derby. Rzadko występują brogowane jednokrójki.
Brogowanie obniża formalność obuwia.